# Jon Aramburu
Jon Mikel Aramburu Mejías (* 23. července 2002) je venezuelský profesionální fotbalista, který hraje na pozici pravého obránce za španělský klub Real Sociedad a venezuelský národní tým.

## Klubová kariéra

### Počátky kariéry
Aramburu byl součástí mládežnické akademie Real Sociedad ve Španělsku od roku 2016 do roku 2017, ale kvůli předpisům FIFA se musel vrátit do Venezuely. Připojil se k mládežnické akademii Deportiva La Guaira a svou seniorskou kariéru v ní začal v roce 2020, kdy ve stejném roce vyhrál také venezuelskou Primera División.

### Real Unión
Dne 3. srpna 2022 přestoupil do klubu Real Unión v Primera Federación na 3 sezóny.

### Real Sociedad
Dne 1. srpna 2023 podepsal s Real Sociedad B tříletou smlouvu.
Dne 1. listopadu 2023 debutoval v prvním týmu v Copa del Rey proti Buñolu při venkovním vítězství 0:1.

## Reprezentační kariéra
Aramburu se narodil ve Venezuele, má po prarodičích baskický původ a má dvojí občanství, to druhé je španělské. Hrál za venezuelský národní tým U17 na Mistrovství Jižní Ameriky ve fotbale do 17 let 2019. Hrál také na turnajích Maurice Revella 2022 a 2023. V seniorském venezuelském národním týmu debutoval při přátelské remíze 0:0 s Guatemalou dne 18. června 2023.

## Osobní život
Aramburu je baskického původu a má španělskou národnost.

## Statistiky

### Klubové
Platí k zápasu hranému 23. února 2025.
| Klub                | Sezóna            | Liga                         | Liga   | Liga | Národní pohár | Národní pohár | Kontinentální | Kontinentální | Ostatní | Ostatní | Celkově | Celkově |
| Klub                | Sezóna            | Soutěž                       | Zápasy | Góly | Zápasy        | Góly          | Zápasy        | Góly          | Zápasy  | Góly    | Zápasy  | Góly    |
| ------------------- | ----------------- | ---------------------------- | ------ | ---- | ------------- | ------------- | ------------- | ------------- | ------- | ------- | ------- | ------- |
| Deportivo La Guaira | 2020              | Venezuelská Primera División | 17     | 0    | 0             | 0             | 0             | 0             | 1       | 0       | 19      | 0       |
| Deportivo La Guaira | 2021              | Venezuelská Primera División | 30     | 1    | 0             | 0             | 2             | 0             | 0       | 0       | 32      | 1       |
| Deportivo La Guaira | 2022              | Venezuelská Primera División | 13     | 1    | 0             | 0             | 5             | 0             | 0       | 0       | 32      | 1       |
| Deportivo La Guaira | Celkově           | Celkově                      | 60     | 2    | 0             | 0             | 7             | 0             | 0       | 0       | 83      | 2       |
| Real Unión          | 2022/23           | Primera Federación           | 33     | 3    | 2             | 0             | —             | —             | 3       | 0       | 38      | 3       |
| Real Sociedad B     | 2023/24           | Primera Federación           | 13     | 0    | —             | —             | —             | —             | —       | —       | 13      | 0       |
| Real Sociedad       | 2023/24           | La Liga                      | 11     | 0    | 3             | 0             | 1             | 0             | —       | —       | 15      | 0       |
| Real Sociedad       | 2024/25           | La Liga                      | 22     | 0    | 3             | 0             | 7             | 0             | —       | —       | 32      | 0       |
| Real Sociedad       | Celkově           | Celkově                      | 33     | 0    | 6             | 0             | 8             | 0             | —       | —       | 47      | 0       |
| Celkově v kariéře   | Celkově v kariéře | Celkově v kariéře            | 139    | 5    | 8             | 0             | 15            | 0             | 4       | 0       | 166     | 5       |

### Reprezentační
Platí k zápasu hranému 19. listopadu 2024.
| Národní tým | Rok     | Zápasy | Góly |
| ----------- | ------- | ------ | ---- |
| Venezuela   | 2023    | 1      | 0    |
| Venezuela   | 2024    | 11     | 1    |
| Celkově     | Celkově | 12     | 1    |

#### Reprezentační góly
Skóre a výsledky Venezuely jsou vždy zapsány jako první. Góly Jona Arambura jsou zvýrazněny.
| Gól | Datum          | Místo                                            | Soupeř   | Skóre | Výsledek | Soutěž                                           |
| --- | -------------- | ------------------------------------------------ | -------- | ----- | -------- | ------------------------------------------------ |
| 1   | 15. října 2024 | Estadio Defensores del Chaco, Asunción, Paraguay | Paraguay | 0:1   | 2:1      | Kvalifikace na Mistrovství světa ve fotbale 2026 |

## Úspěchy

### Klubové

#### Deportivo La Guaira
- Venezuelská Primera División: 2020